# Jeffries Throwing the Medicine Ball
Pour plus de détails, voir Fiche technique et Distribution.
Jeffries Throwing the Medicine Ball est un documentaire muet américain réalisé par James Stuart Blackton et Albert E. Smith, sorti en 1901.

## Fiche technique
- Titre : Jeffries Throwing the Medicine Ball
- Réalisation : James Stuart Blackton et Albert E. Smith
- Scénario :
- Photographie :
- Production : James Stuart Blackton, Albert E. Smith
- Société de production Edison Manufacturing Company
- Langue : film muet avec les intertitres en anglais
- Format : Noir et blanc — 35 mm — 1,33:1 — Muet
- Genre : documentaire
- Durée : 1 minute
- Date de sortie :  États-Unis : décembre 1901

## Distribution
- Jim Daly : lui-même
- James J. Jeffries : lui-même
- Tommy Ryan : lui-même